# 다시 로즈 번스
다시 로즈 번스(Darcy Rose Byrnes, 1998년 11월 4일 ~ )는 미국의 아일랜드계 배우이자 가수이다. 리틀 프린세스 소피아의 앰버 공주 역으로 유명하다.

## 젊은 시절
1998년 11월 4일 캘리포니아주 버뱅크에서 태어났다. 풀타임 학부생이 되기에는 너무 어려서 런던에 있는 왕립연극학교에서 8주간의 셰익스피어 프로그램에 등록했다.

## 출연 작품
| 년도      | 작품명                                                                            | 역할명            |
| --------- | --------------------------------------------------------------------------------- | ----------------- |
| 2000      | 노래하는 아기들: 동요 시간 Singing Babies: Nursery Rhyme Time                     | 아기              |
| 2003      | 스파키 연대기: 지도 The Sparky Chronicles: The Map                                | 딸                |
| 2003–2008 | 더 영 앤 더 레스트리스 The Young and the Restless                                 | 애비 뉴먼         |
| 2005      | 위드아웃 어 트레이스 Without a Trace                                              | 멜리사(젊은 시절) |
| 2005      | 1/4생명 1/4life                                                                   | 여동생            |
| 2007      | 콜드 케이스 Cold Case                                                             | 애비 브래드포드   |
| 2007      | 브라더스 & 시스터스 Brothers & Sisters                                            | 귀네스            |
| 2007      | 더 볼드 앤 더 뷰티풀 The Bold and the Beautiful                                   | 애비 뉴먼         |
| 2007      | 1321 클로버 1321 Clover                                                           | 탈룰라            |
| 2007      | 납치 The Kidnapping                                                               | 한나 맥켄지       |
| 2008      | 내가 그녀를 만났을 때 How I Met Your Mother                                       | 루시 진만         |
| 2008      | 상어 떼 Shark Swarm                                                               | 히스              |
| 2008–2009 | 더티 섹시 머니 Dirty Sexy Money                                                   | 키키 성 조지      |
| 2009      | 프라이빗 프랙티스 Private Practice                                                | 그레이시 루사키스 |
| 2009      | 고스트 & 크라임 Medium                                                            | 피비 번즈         |
| 2009      | 마이 네임 이즈 얼 My Name Is Earl                                                 | 매디              |
| 2009      | 하우스 House                                                                      | 마리카 그린왈드   |
| 2009      | 고스트 위스퍼러 Ghost Whisperer                                                   | 드류 스탠튼       |
| 2010      | 치유의 손 Healing Hands                                                           | 새벽              |
| 2010      | 아미쉬 그레이스 Amish Grace                                                       | 레베카 크넵       |
| 2010      | 우주 비행사의 땅 The Land of the Astronauts                                       | 제니퍼            |
| 2010–2012 | 위기의 주부들 Desperate Housewives                                                | 페니 스카보       |
| 2011      | 어 싸우전드 워즈 A Thousand Words                                                 | 10세 소녀         |
| 2012–2014 | 코라의 전설 The Legend of Korra                                                   | 잇키              |
| 2012      | 리틀 프린세스 소피아: 원스 어폰 어 프린세스 Sofia the First: Once Upon a Princess | 앰버 공주         |
| 2013–2018 | 리틀 프린세스 소피아 Sofia the First                                              | 앰버 공주         |
| 2016      | 리틀 프린세스 소피아: 엘레나와 비밀의 아발로 왕국 Elena and the Secret of Avalor  | 앰버 공주         |
| 2017–2020 | 스피릿 라이딩 무료 Spirit Riding Free                                             | 마리셀라          |
| 2018      | 스파이더맨: 뉴 유니버스 Spider-Man: Into the Spider-Verse                         | 추가 음성         |
| 2021      | 빅샷 Big Shot                                                                     | 하퍼              |